# Botifarra (gest)
|  | Per a altres significats, vegeu «Botifarra (desambiguació)». |

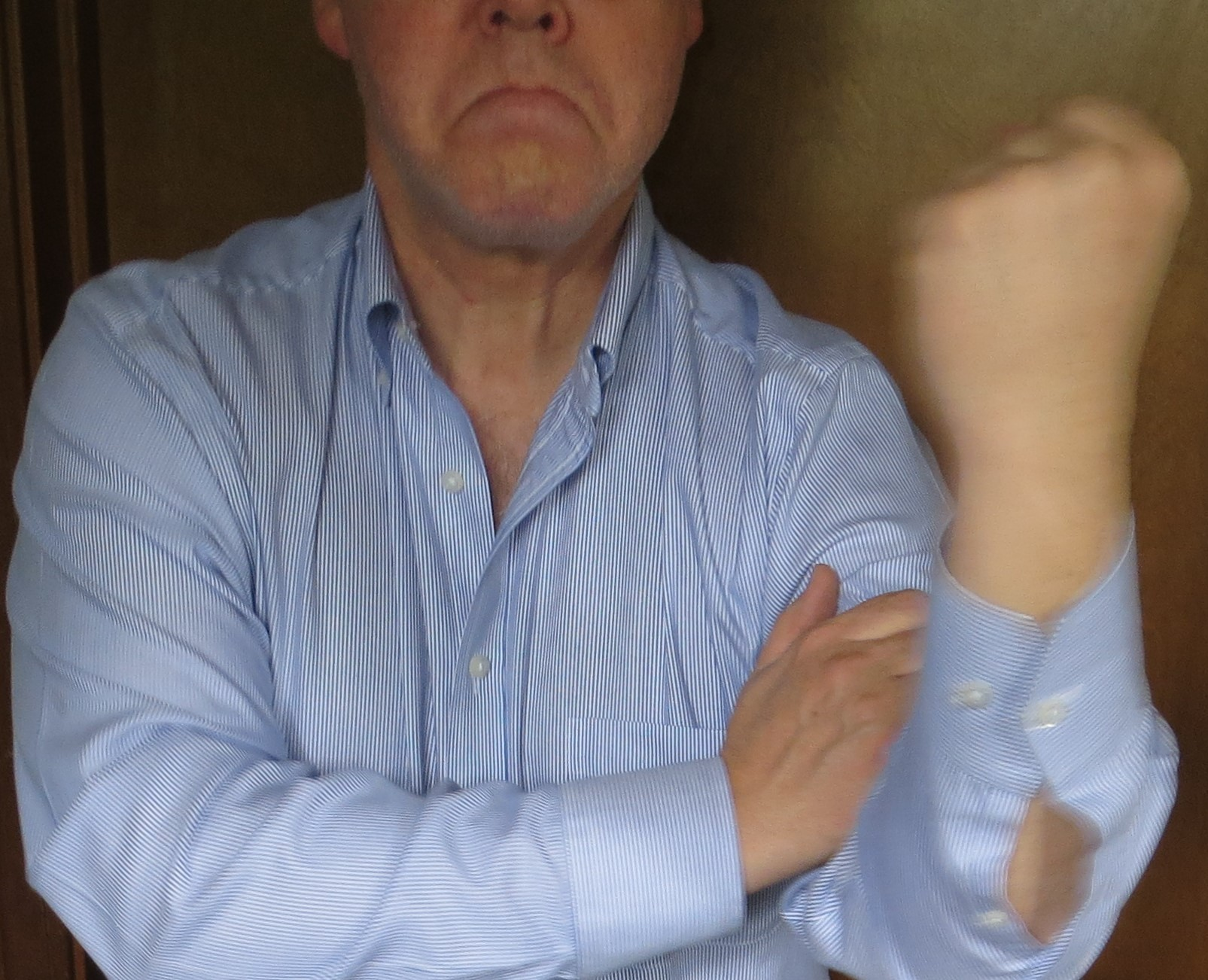
Un gest de botifarra.

El gest de botifarra o fer la botifarra és un gest que marca la burla, sent una manera grollera i obscena de mostrar desaprovació.
Consisteix en colpejar amb una mà el colze plegat de l'altre braç, que després es doblega dempeus l'avantbraç amb el puny tancat, o de vegades fent el senyal amb dit del mig .
L'expressió fer la botifarra També s'utilitza pictòricament, per assenyalar el desinterès per alguna cosa o per algú.

## Història

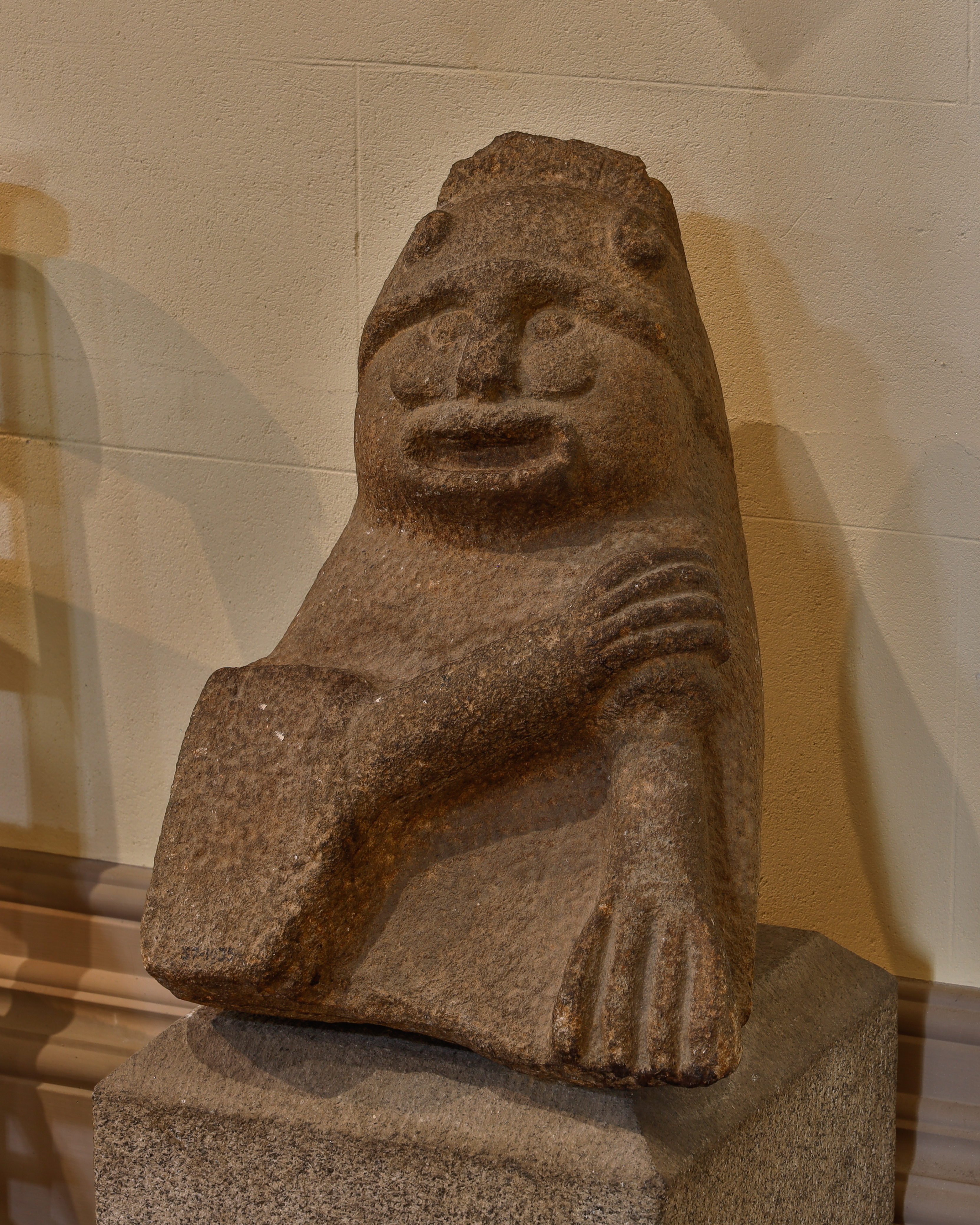
Nuadu fent la botifarra.

A la mitologia irlandesa, Nuada o Nuadu es representa fent la botifarra Està relacionat amb el déu gal i britònic Nodens. El seu equivalent en la mitologia gal·lesa és Nudd o Lludd Llaw Eraint.
Un gest similar existeix al Iemen, la diferència és que el braç roman estès en lloc de doblegar-se. ; representa un fal·lus.
En l'expressió d'una negativa indignada, hi ha als països eslaus el gest de la figa.

## Casos famosos
Un famós gest de botifarra és el realitzat per Władysław Kozakiewicz durant els Jocs Olímpics d'estiu de 1980. Després d'haver guanyat la medalla d'or i establert el rècord mundial de salt amb perxa, va ser xiulat i esbroncat pel públic de Moscou. En resposta a les provocacions, va realitzar un gest de botifarra que va generar un incident diplomàtic entre la Polònia i la URSS.
La pilot ucraïnesa Nadia Savchenko també va fer un gest de botifarra, el 9 de març de 2016, al tribunal rus que l'acusava de ser responsable de la mort de dos periodistes russos, que l'acusada qüestionava.
Joan Laporta Estruch, president del FC Barcelona, va realitzar el gest de la butifarra el 8 de gener de 2025 en senyal de celebració després que el Consell Superior d’Esports resolgués, a favor del club, la inscripció de Pau Víctor i Dani Olmo. El gest, que va generar controvèrsia, es va interpretar com una expressió espontània d’alleujament i victòria davant les tensions institucionals.